# Liste de localités des Kiribati
Cet article présente la liste des localités des Kiribati.
| District    | Atoll  | Île ou Archipel | Population (date du recensement) | Particularité                                                                                |
| ----------- | ------ | --------------- | -------------------------------- | -------------------------------------------------------------------------------------------- |
| Betio       | Tarawa | îles Gilbert    | 18 565 (2020)                    | Lieu de la bataille de Tarawa ; possède une des plus hautes densités de population au monde. |
| Tarawa-Sud  | Tarawa | îles Gilbert    | 38 968 (2015)                    | Capitale des Kiribati                                                                        |
| Tarawa-Nord | Tarawa | îles Gilbert    | 6619 (2015)                      | Habitat plutôt dispersé, principal village Buota                                             |

## Liste de localités
| Ville ou village     | Atoll         | île ou archipel  | Population (recensement de 2020) | Particularité |
| -------------------- | ------------- | ---------------- | -------------------------------- | --- |
| Abaokoro (en)        | Tarawa-Nord   | îles Gilbert     | 375                              | |
| Abarao               | Tarawa        | îles Gilbert     | 2 017                            | |
| Antebuka (de)        | Tarawa        | îles Gilbert     | 1 204                            | |
| Ambo                 | Tarawa        | îles Gilbert     | 3 373                            | Siège de la Maneaba ni Maungatabu, le parlement national |
| Bairiki              | Tarawa        | îles Gilbert     | 3 500                            | lieu-dit appartenant à l'aire urbaine de Tarawa-Sud, siège de facto du gouvernement par la présence d'un très grand nombre de bâtiments ministériels.                                                                |
| Bakaka (en)          | Tamana        | îles Gilbert     | 477                              | |
| Banraeaba (de)       | Tarawa        | îles Gilbert     | 2 897                            | |
| Bikenibeu            | Tarawa        | îles Gilbert     | 7 547                            | Siège du Musée culturel et des Ministères de l'Éducation et de l'Environnement ainsi que de l'école supérieure George V                                                                                              |
| Bonriki              | Tarawa        | îles Gilbert     | 3 075                            | Siège de l'aéroport international de Bonriki |
| Buariki              | Tarawa-Nord   | îles Gilbert     | 733                              | |
| Buariki              | Aranuka       | îles Gilbert     | 685                              | |
| Buota                | Tarawa-Nord   | îles Gilbert     | 1 647                            | |
| Eita                 | Tarawa        | îles Gilbert     | 3 921                            | |
| Eita                 | Tabiteuea     | îles Gilbert     | 785                              | |
| Aiaki (en)           | Onotoa        | îles Gilbert     | 197                              | |
| Koinawa              | Abaiang       | îles Gilbert     | 322                              | |
| London               | île Christmas | îles de la Ligne | 1 970                            | Chef-lieu des îles de Ligne |
| Makin (village)      | Makin (île)   | îles Gilbert     | 1 530                            | |
| Nawerewere (en)      | Tarawa        | îles Gilbert     | inconnu                          | Siège de l'hôpital national, appelé Causeway lors des recensements puisque construit sur la jetée entre Bikenibeu et Bonriki construite en 1964 pour relier l'aéroport international de Bonriki avec le sud de l'île |
| Nuotaea              | Abaiang       | îles Gilbert     | 322                              | |
| Rawannawi            | Marakei       | îles Gilbert     | 878                              | |
| Roreti (en)          | Arorae        | îles Gilbert     | 529                              | |
| Rungata (en)         | Nikunau       | îles Gilbert     | 961                              | |
| Tabiauea (en)        | Maiana        | îles Gilbert     | inconnu                          | |
| Taboiaki (Beru) (de) | Beru          | îles Gilbert     | 358                              | |
| Taboiaki (Nonouti)   | Nonouti       | îles Gilbert     | 675                              | |
| Taborio              | Tarawa-Sud    | îles Gilbert     | 1 410                            | |
| Taborio              | Tarawa-Nord   | îles Gilbert     | inconnu                          | siège de l'IHC, un collège-pensionnat catholique |
| Tabukiniberu (de)    | Beru          | îles Gilbert     | inconnu                          | |
| Taubukinmeang        | Butaritari    | îles Gilbert     | 199                              | importante chute démographique entre le recensement de 2010 à 2015 |
| Taburao (en)         | Abaiang       | îles Gilbert     | 142                              | |
| Tabwakea             | île Christmas | îles de la Ligne | 3 537                            | plus grande localité des îles de la Ligne |
| Teaoraereke          | Tarawa        | îles Gilbert     | 6 073                            | siège du campus de l'université du Pacifique Sud (USP) |
| Tebikerei (en)       | Maiana        | îles Gilbert     | inconnu                          | |
| Temwaiku             | Tarawa        | îles Gilbert     | inconnu                          | sur le même îlot, à côté de Bonriki |
| Temaraia             | Nonouti       | îles Gilbert     | inconnu                          | |
| Tuarabu              | Abaiang       | îles Gilbert     | 548                              | |
| Ukiangang            | Butaritari    | îles Gilbert     | 655                              | |
| Umwa                 | Banaba        | Aucun            | 158                              | |
| Utiroa (en)          | Tabiteuea     | îles Gilbert     | 774                              | chef-lieu de la partie nord de l'atoll |